# Phtheochroa quaesita
Phtheochroa quaesita es una especie de polilla de la familia Tortricidae. 

## Distribución
Se encuentra en Zacatecas, México.